# Écretteville-sur-Mer
Écretteville-sur-Mer é uma comuna francesa na região administrativa da Normandia, no departamento de Sena Marítimo. Estende-se por uma área de 1,89 km². Em 2010 a comuna tinha 163 habitantes (densidade: 86,2 hab./km²).